# Mali netopir
Mali netopir (znanstveno ime Pipistrellus pipistrellus) je majhna vrsta netopirjev, ki je razširjena po Evraziji in Severni Afriki.

## Opis
Mali netopir je najmanjša evropska vrsta netopirjev. Odrasle živali dosežejo v dolžino med 3,5 in 5,2 cm, razpon prhuti imajo med 18 in 25 cm, tehtajo pa med 3,5 in 8,5 g. Kožuh je temno rjave barve. Zadržuje se v bližini gozdov, pa tudi v urbanih središčih.
Prehranjujejo se z žuželkami kot so komarji, mušice in podobno.

## Eholokacija
Leta 1999 so znanstveniki ugotovili, da določeni osebki, ki so bili dotlej uvrščeni v vrsto mali netopir za eholokacijo uporabljajo druge frekvence, iz česar so domnevali, da gre za različni vrsti netopirjev. Nova vrsta, drobni netopir, za eholokacijo uporablja frekvence med 53 in 86 kHz, z največjo energijo pri 55 kHz ter povprečnim impulzom 5,8 ms. Mali netopir za eholokacijo uporablja frekvence med 45 in 76 kHz, z največjo energijo pri 47 kHz in povprečnim impulzom 5,6 ms.
Kasneje so med vrstama znanstveniki odkrili še več pomembnih razlik.
Prehranjujejo se z žuželkami kot so komarji, mušice in podobno.